# Flow cytometry
Flow cytometry, Flow cytometri (FC , FCM) er en laboratorieteknik til gruppering og tælling af celler ved hjælp af laserlys. Teknikken går ud på, at celler passerer én efter én gennem en lille kanal, hvor de belyses af en laserstråle, hvorefter det reflekterede og det afbøjede laserlys måles. Det reflekterede lys er et mål for, hvor meget granulat der er i cellen, og det afbøjede lys er et mål for, hvor stor cellen er. Med disse to simple variable kan f.eks. cellerne i blodet opdeles i røde blodlegemer, blodplader og forskellige grupper af hvide blodlegemer samtidig med at de tælles.
I avanceret flowcytometri kan man mærke celler med fluorescerende stoffer, f.eks. ved at tilføje antistoffer, der binder til specifikke proteiner, eller stoffer, der binder til DNA. Det fluorescerende lys måles, og så kan mængden af et bestemt protein eller mængden af DNA estimeres i hver enkelt celle. Avancerede instrumenter kan have flere forskellige lasere og måle mange parametre samtidigt.

## Gating
Informationen fra flow cytometri præsenteres ofte som et todimensionelt punktplot, hvor hver prik repræsenterer en måling. Gating er opdelingen af cellerne i en prøve i undergrupper eller underpopulationer. Forskellige grafer kan vise forskellige aspekter af cellepopulationen, såsom cellestørrelser, indhold af DNA eller chromoforer.

## Anvendelser
Flow cytometri er meget udbredt i immunologisk forskning og til diagnosticering af blodsygdomme eller tælling af sædceller. Andre anvendelser er i cellebiologi og marinbiologi.
De fluoriserende markører kan f.eks. være monoklonale antistoffer mod specifikke sygdomsmarkører eller cellemarkører.

## Fluorescensaktiveret cellesortering, FACS
En variant af flow cytometri, der fejlagtigt bruges som synonym for flow cytometri, er fluorescensaktiveret cellesortering, som går under forkortelsen FACS. Ved FACS sorteres celler efter om de fluorescerer eller ej. Hver celle er i en separat dråbe og det fluorescerende lys giver dråben en elektrisk ladning. Når dråben så passerer ladede plader, vil cellerne blive sorteret ud fra deres ladning og opsamlet.